# Oswine (roi du Deira)
Pour les articles homonymes, voir Oswine.
Oswine est roi du Deira, dans le nord de l'Angleterre, de 644 environ à sa mort, le 20 août 651.
Il est le dernier souverain d'un Deira indépendant. Assassiné pour le compte d'Oswiu de Bernicie, qui annexe son royaume, il est considéré comme un martyr et fait l'objet d'un culte après sa mort.

## Biographie
Oswine est issu de la lignée royale du Deira. Il est le fils d'Osric, roi éphémère du Deira après la mort d'Edwin de Northumbrie en 633. À la mort de son père, en 634, il se réfugie au Wessex.
Une décennie plus tard, Oswine parvient à se faire reconnaître roi du Deira. Les sources ne précisent pas la date de son avènement, mais le moine Bède le Vénérable lui accorde un règne de sept ans, ce qui permet d'en situer le début vers 644. Le Deira échappe ainsi à l'autorité d'Oswiu, qui règne en Bernicie depuis 642.
Dans son Histoire ecclésiastique du peuple anglais, Bède dresse un portrait élogieux du jeune roi :

« Le roi Oswin était d'un aspect aimable et d'une grande taille, plaisant et courtois dans ses manières, et d'une grande générosité, aussi bien pour les êtres nobles que pour les ignobles, si bien que tous l'aimaient pour ses qualités de corps et d'esprit, et des personnes de la noblesse, venues de toutes les provinces aux alentours, se pressaient à son service. »

Bède rapporte également qu'Oswine est proche d'Aidan de Lindisfarne, un moine irlandais qui œuvre à l'évangélisation des Northumbriens. 
En 651, Oswiu déclare la guerre à Oswine. Celui-ci réunit une armée en un lieu que Bède nomme Wilfaresdun et situe à une quinzaine de kilomètres au nord-ouest de Catterick ; il pourrait s'agir de Kirby Hill. Lorsqu'il se rend compte que les troupes d'Oswiu sont bien plus nombreuses que les siennes, Oswine refuse d'engager le combat pour éviter un bain de sang inutile. Il renvoie ses hommes et, accompagné d'un unique soldat nommé Tondhere, il se réfugie à Ingetlingum, chez le thegn Hunwald. Trahi par ce dernier, Oswine est tué par les hommes d'Oswiu, qui réunifie ainsi définitivement la Northumbrie. Ingetlingum correspond à l'actuel village de Gilling West ou, moins vraisemblablement, à celui de Gilling East.

## Culte
À la demande de sa femme Eanflæd, cousine d'Oswine, Oswiu fonde une abbaye à Gilling pour honorer sa mémoire. Il s'agit du plus ancien monastère connu sur le territoire du Deira. Le premier abbé de Gilling, Trumhere, est issu de la famille royale du Deira et apparenté à la fois à Oswine et à Eanflæd.
Oswine est par la suite vénéré comme un saint, et fêté le 20 août, jour de sa mort. Son culte semble s'être développé très rapidement après sa mort, à en juger par la manière dont il est décrit par Bède, qui écrit au début du VIIIe siècle. Il est aussi mentionné dans un calendrier de saints associé à Willibrord d'Utrecht. Son culte est ravivé au XIe siècle à Tynemouth, où son corps aurait été redécouvert le 11 mars 1065 ; il devient également populaire à la cathédrale de Durham et à l'abbaye de St Albans, qui revendiquent toutes deux le prieuré de Tynemouth au XIIe siècle.
L'église anglicane de Wylam, dans le Northumberland, lui est dédiée, de même que l'église catholique de Tynemouth.

### Sources primaires
- Bède le Vénérable (trad. Philippe Delaveau), Histoire ecclésiastique du peuple anglais, Gallimard, coll. « L'Aube des peuples », 1995, 399 p. (ISBN 2-07-073015-8).
- (en) Michael Swanton (trad.), The Anglo-Saxon Chronicle, Routledge, 1996 (ISBN 0-415-92129-5).

### Sources secondaires
- (en) D. J. Craig, « Oswine [St Oswine, Oswin] (d. 651) », dans Oxford Dictionary of National Biography, Oxford University Press, 2004 (lire en ligne ).
- (en) David Hugh Farmer, « Oswin », dans The Oxford Dictionary of Saints, Oxford University Press, 2011 (ISBN 9780191727764, lire en ligne).
- (en) Thomas Pickles, « Locating Ingetlingum and Suthgedling : Gilling West and Gilling East », Northern History, vol. XLVI,‎ 2009 (DOI 10.1179/174587009X452369).
- (en) D. W. Rollason, « The cults of murdered royal saints in Anglo-Saxon England », Anglo-Saxon England, vol. 11,‎ 1982 (DOI 10.1017/S0263675100002544).